# Reederochloa eludens
Reederochloa eludens là một loài thực vật có hoa trong họ Hòa thảo. Loài này được Soderstr. & H.F.Decker miêu tả khoa học đầu tiên năm 1964.